# آنجانگ
پادشاه آنجانگ (به کره‌ای: 안장태왕)، (زاده: ۴۹۸، سلطنت: ۵۱۹~۵۳۱ میلادی)؛ بیست و دومین امپراتور گوگوریو، شمالی‌ترین پادشاهی از سه پادشاهی کره بود. پسر بزرگ پادشاه مونجامیونگ بود.
او درسال هفتم سلطنت پادشاه مونجامیونگ (۴۹۸ میلادی) به‌عنوان ولیعهد نام گرفت، او زمانی که پدرش درسال ۵۱۹ میلادی درگذشت، تاج و تخت را به دست گرفت. در تاریخ قدیم تانگ و نیهون شوکی و کتب ژاپنی، او به عنوان «پادشاه هونگان» ظاهر می‌شود. گمان است او در سال ۵۳۱ میلادی ترور شد و برادر کوچکترش پادشاه آن‌وون جانشین او شد. پس از پادشاه مونجامیونگ، او دیپلماسی خود را با سلسله‌های جنوبی و شمالی چین ادامه داد. بر اساس نیهون شوکی و شینسن سیشیروکو و تبارنامه قبیله کوما در ژاپن، پادشاه آنجانگ پسری به نام بوکوکگون داشت که به ژاپن گریخت و جد قبیله کوما شد.

## خانواده
- پدر: پادشاه مونجامیونگ (문자명태왕)
  - پدربزرگ: شاهزاده جودا (조다)
- همسر ناشناس
  - پسر: شاهزاده بوکگوی (복귀) - با یک زن ژاپنی ازدواج کرد و صاحب پسری به نام گو بوریون (고부련) شد.

## حکومت
در زمان پادشاه آنجانگ، گوگوریو به حفظ روابط نزدیک با سلسله‌های چینی، به ویژه وی و لیانگ با «ماموریت‌های ادای احترام» دائمی ادامه داد، برای متعادل کردن روابط متزلزل با پادشاهی‌های جنوبی کره بکجه و شیلا. او در ۵۲۳ و ۵۲۹ میلادی به بکجه حمله کرد و بیش از ۲٫۰۰۰ سرباز بکجه را کشت.
سوابق تاریخی در طول سلطنت آنجانگ به ندرت در سراسر آسیای شرقی با برخی علائم اشتباه در مورد مرگ او یافت می‌شود: کتاب لیانگ که در سال ۶۳۵ تکمیل شد، می‌گوید که آنجانگ در سال ۵۲۶ درگذشت، اگرچه اعتقاد بر این است که تاریخ واقعی حدود پنج یا شش سال بعد است. وقایع نگاری ژاپنی نیهون شوکی به نقل از بکجه بونگی می‌گوید آنجانگ در میان هرج و مرج خونین کشته شد، که نشان می‌دهد سال‌های پایانی سلطنت او ناپایدار بوده است. از آنجایی که هرج و مرج همچنین پایان سلطنت برادرش پادشاه آن‌وون را نشان می‌دهد، حدس زده می‌شود که مسائل جانشینی پیش‌تر در میان اشراف گوگوریو ریشه دوانده بود.

## داستان عشق هونگان و بانو هان
در میان داستان‌های تاریخی متعدد کره‌ای، داستان عشق یک زن بکجه‌ای و بیست و دومین پادشاه بزرگ گوگوریو وجود دارد. این شباهت‌های زیادی با رومئو و ژولیت شکسپیر فرهنگ غربی و همچنین داستان شاهزاده هودونگ و شاهدخت لاهی را نشان می‌دهد که آنها نیز عشقی ممنوع داشتند.

## مرگ
پادشاه آنجانگ درسال ۵۳۱ میلادی در حالیکه هیچ پسری نداشت مرد و تاج و تخت به برادر کوچکترش پادشاه آن‌وون داده شد.